# Крижанівський Борис Миколайович
Крижанівський Борис Миколайович (1929—1991) — радянський український кінодраматург, кінорежисер, кінокритик, кінознавець. Член Спілки кінематографістів УРСР (1970). Автор шістнадцяти книг про історію кінематографу та мультиплікації.

## З життєпису
Народився 12 лютого 1929 р. в м. Ізюмі в родині службовця. Навчався в Київському медінституті ім. Богомольця. Після закінчив режисерський факультет Київського державного інституту театрального мистецтва ім. І.Карпенка-Карого (1952) і Вищі режисерські курси при «Мосфільмі» (1959).
Працював режисером у театрах Сімферополя, Ворошиловграда (1952—1956), режисером на Київській кіностудії ім. О. Довженка (1959—1965), співпрацював з кіностудією Київнаукфільм.
Поставив фільми: «Сторінки оповідання» (1957, к/м, у співавт., Мосфільм), «Повість про Пташкіна» (1964).
Автор сценаріїв рекламних, мультиплікаційних, телевізійних, документальних і художніх стрічок.
Помер 10 лютого 1991 р. в Києві.
Родина:
- Був одружений з актрисою кіно та театру Раїсою Іванівною Пироженко.
  - Син — Крижанівський Іван Борисович (1967—2011).
    - Онук — Крижанівський Веніамін Іванович (нар. 1991) — Kelavra, український хіп-хоп артист, репер, поет, режисер, журналіст, дизайнер та артдиректор.

## Фільмографія
Режисер-постановник:
- 1957 — «Сторінки оповідання» (к/м, у співавт. з М. Терещенком, Мосфільм)
- 1964 — «Повість про Пташкіна»

Сценарист:
- 1957 — «Сторінки оповідання» (к/м, у співавт. з М. Терещенком, Мосфільм)
- 1967 — «Увага, математика!»
- 1968 — «Людина, що вміла літати» (мультфільм)
- 1969 — «Людина, яка вміла робити дива» (мультфільм; у співавт. з Є. Пружанським)
- 1972 — «Сказання про Ігорів похід» (мультфільм; у співавт. з Ю. Новиковим)
- 1973 — «Спогади і роздуми» (т/ф)
- 1973 — «Парасолька на полюванні» (мультфільм; у співавт. з Є. Пружанським)
- 1976 — «Лісова пісня» (мультфільм; у співавт. з А. Грачовою)
- 1976 — «П'ять оповідань» (Бронзова медаль ВДНГ, 1979)
- 1978 — «Наталя Ужвій» (біографічний т/ф про Н. М. Ужвій)
- 1980 — «Життя і сцена» (т/ф)
- 1981 — «Каїнові сльози» (мультфільм; у співавт. з Ю. Новиковим)
- 1982 — «Весілля Свічки» (мультфільм; у співавт. з Т. Павленком)
- 1983 — «Я — Довженко» (у співавт.)
- 1984 — «Погляд» (мультфільм; у співавт. з Є. Сивоконем)
- 1986 — «На вістрі меча» (х/ф, у співавт.)
- 1987 — «Пісочний годинник» (мультфільм; у співавт. з Є. Пружанським)
- 1990 — «Навколо шахів» (мультфільм; у співавт. з Т. Павленком)